# 低盐咸水剑水蚤
低盐咸水剑水蚤（学名：Halicyclops aequoreus）为剑水蚤科咸水剑水蚤属的动物。

## 分佈
分布于印度尼西亚、挪威、瑞典、芬兰、英国、荷兰、波兰、德国、法国、里海、鹹海、阿尔及利亚、埃及、新西兰、美国、巴拿马、墨西哥湾以及中国大陆的海南、广东、云南等地，多见于低盐度的盐淡水中。

## 外部連結
- 維基物種上的相關：低盐咸水剑水蚤